# Ctenoplusia dargei
Ctenoplusia dargei là một loài bướm đêm trong họ Noctuidae.